# Klippinge
Klippinge er en mindre stationsby på Sydsjælland med 492 indbyggere  (2024), beliggende på Stevns ved Østbanen lidt nord for Store Heddinge. Byen tilhører Stevns Kommune og er beliggende i Region Sjælland.
Klippinge ligger i Magleby Stevns Sogn.

## Demografi
Pr. 1. januar, medmindre andet er angivet
| År   | Antal |
| ---- | ----- |
| 1976 | 358   |
| 1981 | 362   |
| 1986 | 362   |
| 1990 | 468   |
| 1996 | 468   |
| 2000 | 485   |
| 2004 | 488   |
| 2008 | 486   |
| 2010 | 507   |

## Transport
- Klippinge har en station på ruten Hårlev–Rødvig. Stationsbygningen blev tegnet af arkitekt Heinrich Wenck.
- Sekundærrute 261 (Køge–Rødvig) går igennem byen i en nordvest-sydøstlig retning.

## Administration
- 1. april 1970 til den 31. december 2006: Stevns Kommune, Storstrøms Amt
- Siden 1. Januar 2007: Stevns Kommune, Region Sjælland

## Kendte bysbørn
Kurt Møller Madsen, journalist, tvvært og forfatter med speciel interesse for cirkus. Født Søren Kurt Møller Madsen, 22/1 1930-juni 1999. Døbt i Magleby Kirke den 23/3 1930. Forældre: Bagersvend Christian Vilhelm Møller Madsen (f. 26/6 1906) og hustru Erna Marie Bluhme Madsen, født Hansen (f. 1/4 1908). Gik i skole i Klippinge.
- Lasse Svan Hansen, håndboldspiller
- Bjørn Poulsen; historiker
- Jørn Jeppesen, Musiker